# Costa de Plata (Portugal)

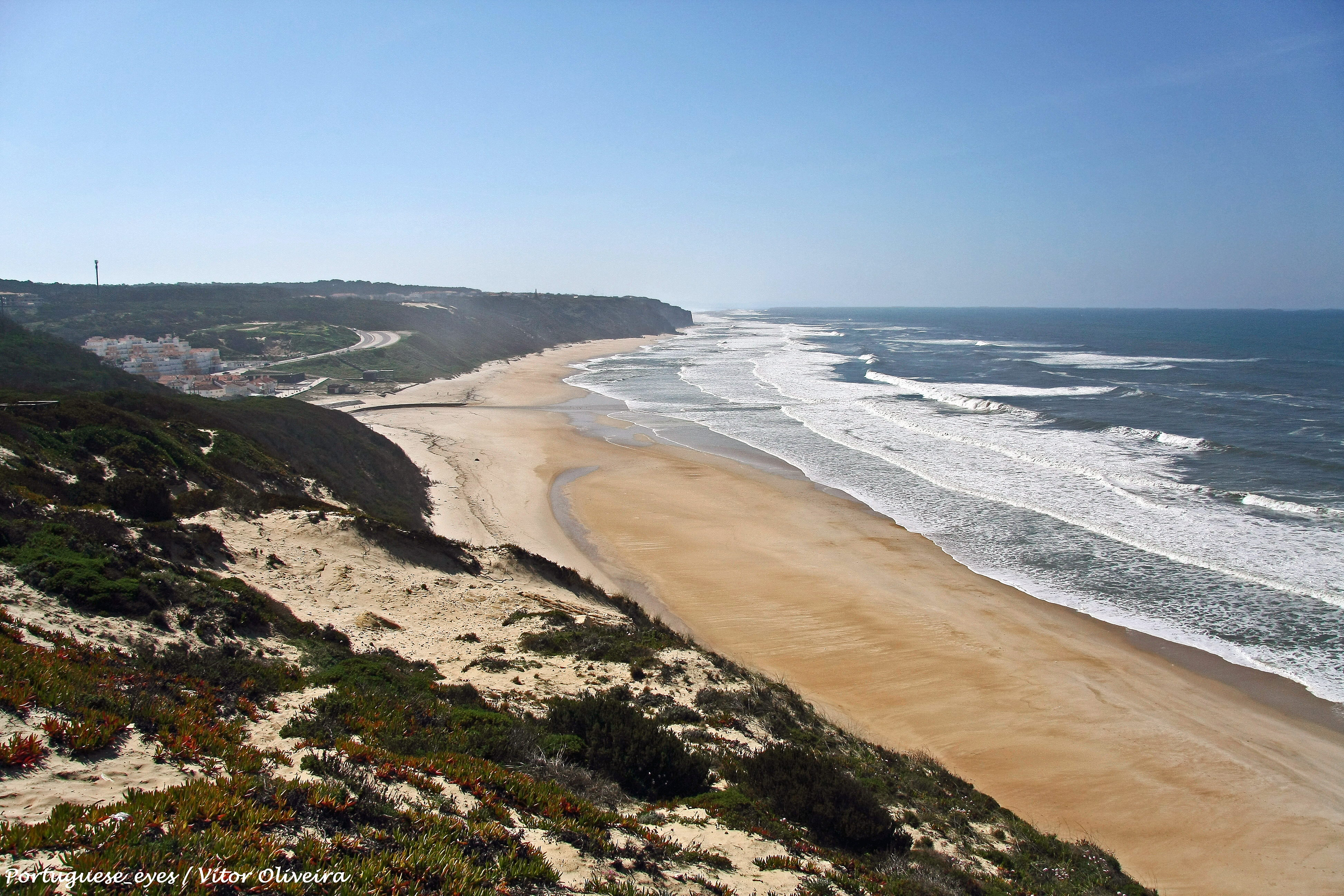
Playa de Paredes da Vitória, cerca de Marinha Grande.

Costa de Plata (en portugués: Costa de Prata) es la franja litoral situada en el centro-oeste de Portugal que incluye las playas y los pueblos pesqueros desde Barrinha de Esmoriz hasta Silveira, con una longitud de aproximadamente 240 km. Limita con la Costa Verde al norte y con la Costa de Lisboa al sur.
Cuenta con grandes playas salvajes así como pueblos y ciudades con gran tradición pesquera. Igualmente se ha consolidad como destino turístico de referencia por la naturaleza, destacando las marismas de la Ría de Aveiro.

## Actividad humana

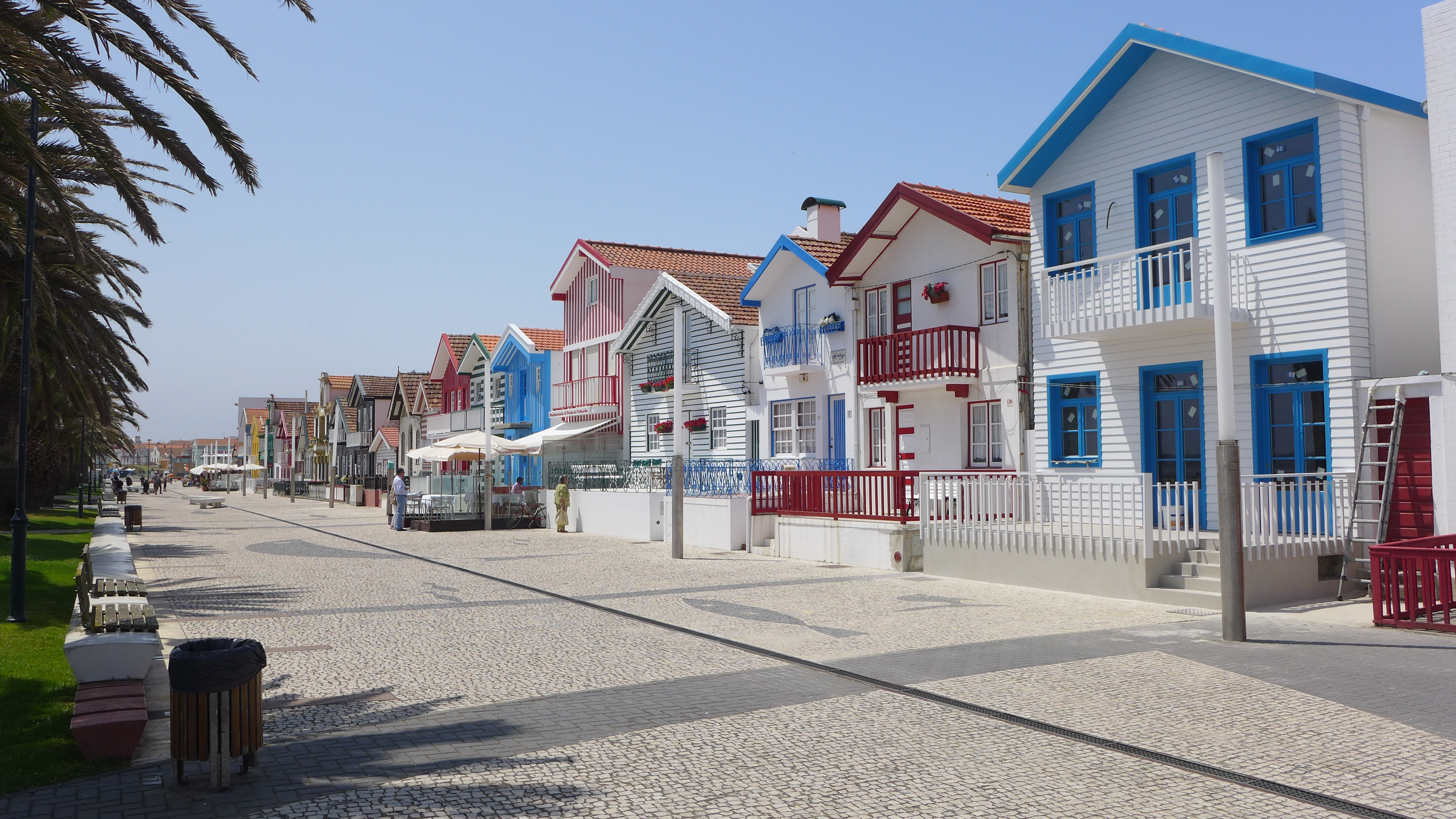
Costa Nova, destino turístico de la Costa de Plata.

Los tres mayores centros turísticos de la costa son: Espinho, Figueira da Foz y Nazaré. Este último destino es muy popular por los deportes acuáticos, especialmente el surf, debido a la formación de las olas más grandes de Europa frente a sus playas, debido a la existencia de un cañón submarino llamado Cañón de Nazaré.[cita requerida]
También Peniche es una localidad costera muy popular para la práctica del surf y el windsurf. Esta localidad se encuentra en una pequeña península sobre el océano, lo que le da una peculiaridad geográfica que la sitúa como la población más occidental de toda Europa continental. Desde el puerto de Peniche parten barcos para la visita a las Islas Berlengas, frente a sus costas.
Otro destino turístico de la Costa de Plata es Costa Nova, cerca de Aveiro, donde son populares las casas de madera de colores situadas en una flecha de arena entre la ría y el mar abierto.

## Clima
Tiene un clima mediterráneo con tendencias al clima oceánico debido a las elevadas precipitaciones. Las temperaturas son templadas a largo de todo el año, con poca oscilación térmica, con veranos e inviernos relativamente suaves y un porcentaje de humedad ambiental elevado. A pesar de la relativa calidez ambiental, el agua del mar es muy fría debido a una surgencia oceánica frente a las costas portuguesas.[cita requerida]